# José Brito del Pino
José Esteban de los Reyes Brito del Pino (Montevideo, 6 de enero de 1797 - Montevideo, 27 de abril de 1877) fue un militar y político uruguayo que participó en la Guerra de la Independencia Argentina, la Guerra del Brasil, la Guerra Grande y en la fundación del partido Nacional. Uno de sus hijos fue el abogado, docente y rector de la Universidad de la República Eduardo Brito del Pino.

## Biografía
Nació en Montevideo y sus padres fueron el Brigadier de Ingenieros José Pérez Brito, oriundo de Galicia, y María Josefa del Pino, hija del noble Joaquín del Pino (Virrey del Río de la Plata entre 1801 y 1804) y de su primera esposa, María Ignacia Ramery y Echauz.
Después de completar estudios básicos, se alistó en el Ejército. En 1825 Fructuoso Rivera lo designó Asistente del Estado Mayor, adjunto al regimiento de Caballería, y bajo sus órdenes enfrentó a las tropas de Pedro I en la Guerra del Brasil. En 1825 participó en la Batalla del Rincón, contra las tropas de João Propício Mena Barreto, y en la Batalla de Sarandí. En 1827 participó en la batalla de Ituzaingó, bajo las órdenes del general Carlos María de Alvear.
Fue ascendido a capitán de Caballería el 2 de abril de 1828 y ocupó el cargo de Oficial Mayor del Ministerio de Guerra y Marina durante el gobierno interino de Juan Antonio Lavalleja, ya como sargento mayor. En esta época ya era Secretario General de la Logia masónica Independencia del Gran Oriente de Montevideo. En 1831 fue ascendido por Rivera a Teniente Coronel y en 1834 a Coronel.
A partir de febrero de 1837 fue secretario del presidente Manuel Oribe en su combate a Rivera. El 5 de julio se reintegró al Ministerio en su cargo de Oficial Mayor. Entre el 30 de julio y el 16 de agosto de 1838 fue el titular de ese ministerio. En ese mismo año acompañó a Oribe en su tercer exilio en Buenos Aires, después de que fuera derrotado por Rivera y se viera obligado a renunciar a la presidencia.
Durante el Sitio de Montevideo (1843-1851) fue agregado a la Plana Mayor, bajo las órdenes de Oribe. Al finalizar la Guerra Grande, fue nombrado ministro de Guerra y Marina por el presidente Joaquín Suárez. Ocuoó el cargo entre el 23 de diciembre de 1851 y el 15 de febrero de 1852. Cuatro días antes había sido ascendido a General (o Coronel Mayor).
Fue designado por el presidente Juan Francisco Giró cónsul general y encargado de negocios en Argentina, con fecha 2 de septiembre de 1852. Volvió a ocupar el cargo de ministro de Guerra y Marina el 16 de marzo de 1853, cargo que también ocupó durante la presidencia interina de Manuel Basilio Bustamante.
El presidente Bernardo Prudencio Berro lo designó capitán general del puerto el 25 de abril de 1860. Fue ministro del Tribunal Militar e integrante del Consejo de Guerra Permanente.
Perteneció a un sector moderado del partido Nacional, que a mediados del siglo XIX abogaba por la política de fusión con el partido Colorado.

## Diario de la Guerra del Brasil
Escribió Diario de la guerra del Brasil llevado por el ayudante José Brito del Pino, Agosto de 1825 a Noviembre de 1828., donde registró sus experiencias durante la Guerra del Brasil. La narración del diario transcurre entre el 12 de agosto de 1825 y el 10 de noviembre de 1828. También escribió una memoria familiar de la que se han publicado extractos. El diario fue publicado por primera vez y por entregas en la Revista histórica, durante la década de 1910. Su nieto Juan José Brito del Pino Berro se encargó de la publicación de una edición íntegra en 1956, con prólogo de Raúl Montero Bustamante.
Se casó con María Farías Zubillaga, con quien tuvo cuatro hijos, entre ellos el abogado y profesor Eduardo Brito del Pino, 25.º Rector de la Universidad de la República, entre 1911 y 1912.